# Schildersmodel

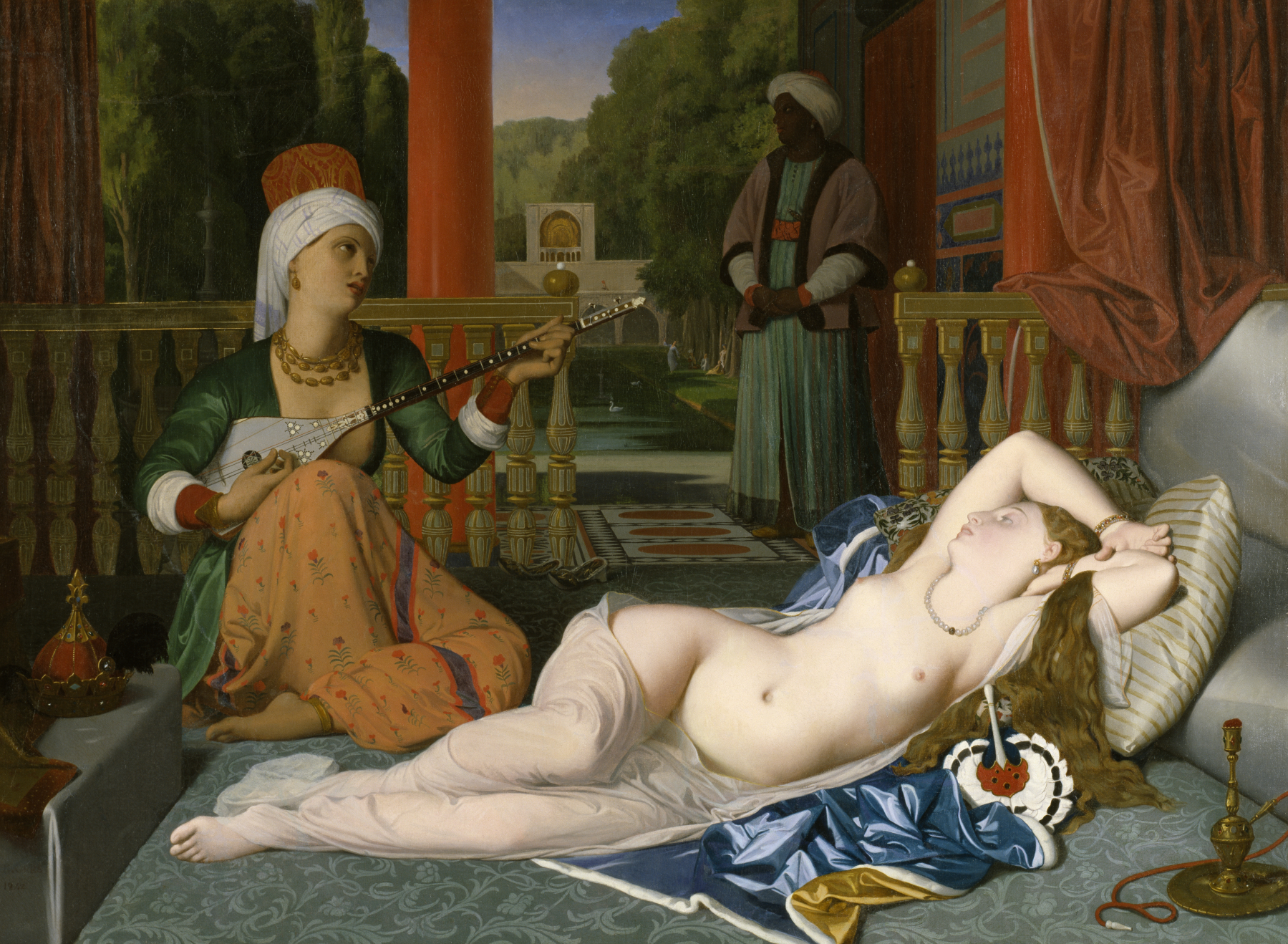
Ingres: Odalisk met slavin, 1839

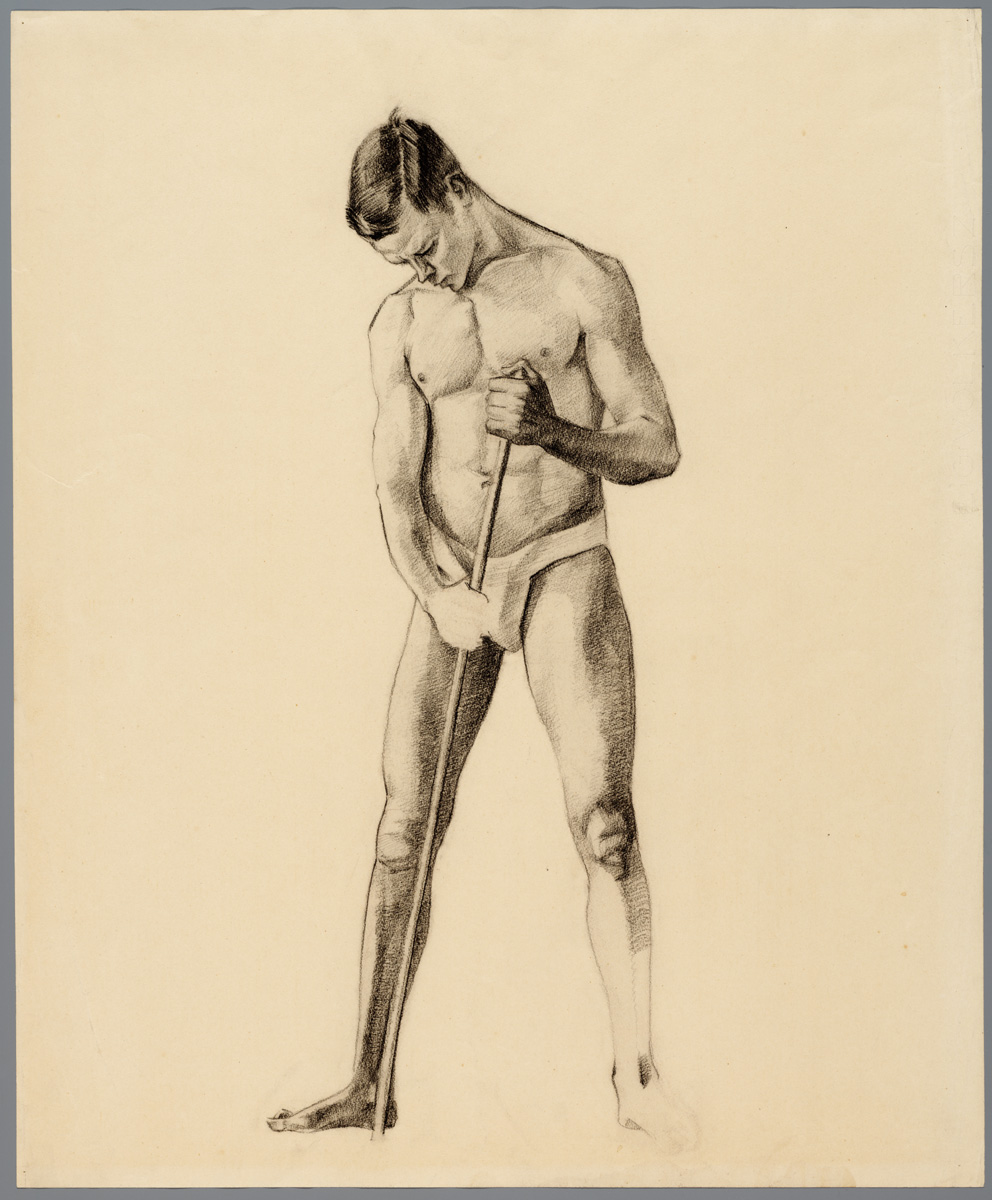
Modelstudie (Fré Cohen, ca. 1930)

Een schildersmodel is een persoon die poseert voor een kunstschilder. Vaak poseert het model naakt of schaars gekleed. Het schilderen en tekenen 'naar levend model' schoolt het schildersoog voor de verhoudingen van het menselijk lichaam. Modeltekenen was lange tijd een van de basismanieren waarop men aan kunstacademies leerde tekenen.

## Bekende schildersmodellen
Voorbeelden van bekende schildersmodellen zijn:
- Hendrickje Stoffels, model van Rembrandt van Rijn
- Sien Hoornik, model van Vincent van Gogh. Zij was prostituee. Van Gogh en Hoornik woonden enige tijd samen, waarbij hij indrukwekkende tekeningen van haar heeft gemaakt, die haar wanhoop aangeven
- Geesje Kwak, model van George Hendrik Breitner
- Truus Trompert model van Charlotte van Pallandt en vele anderen
- Schildersmodellen (en maîtresses/echtgenotes) van Pablo Picasso;
  - Fernande Olivier
  - Marcelle Humbert
  - Olga Kochlova
  - Marie-Therese Walter
  - Jacqueline Rogue
- Victorine Meurent, model van Édouard Manet

## Wetenswaardigheden
- Paul Gauguin koos zijn modellen aan het eind van zijn leven vooral in Tahiti en Polynesië.
- De kunstenaar Peter Klashorst raakte in Afrika in een islamitisch land in opspraak en werd zelfs gevangengezet, omdat hij zeer jonge vrouwen naakt voor zich liet poseren.